# خوک‌های بال‌دار
خوک‌های بال‌دار (به انگلیسی: Pigs on the Wing) نام آهنگی دو بخشی از گروه موسیقی پراگرسیو راک پینک فلوید است. این آهنگ در آلبوم ۱۹۷۷ گروه با عنوان جانوران قرار گرفت.شروع و پایان آلبوم جانوران با این آهنگ است.براساس مصاحبه‌های مختلف این آهنگ توسط بیسیست گروه ،راجر واترز، به عنوان یک اعلان از عشق به عشق بعد خود (ازدواج دومش «کارولاین») نوشته شده است.این آهنگ به‌طور قابل ملاحظه‌ای با سه آهنگ دیگر آلبوم متفاوت است،«سگ‌ها»،«خوک‌ها»،«گوسفند» فضای تیره‌تری نسبت به این آهنگ دارند و این آهنگ مضمونی روشن‌تر دارد.

## سازندگان
- راجر واترز - گیتار آکوستیک و خواننده،موسیقی و شعر
- اسنوی وایت - تک‌نوازی گیتار (نسخه ۸-تراکی)
- ریک رایت - ارگ هموند (نسخه ۸-تراکی)